# Jennifer Orr

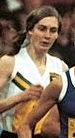
Jennifer Orr bei den Olympischen Spielen 1972

Jennifer Louise „Jenny“ Orr (in erster Ehe Frank, in zweiter Ehe McConnell; * 21. Januar 1953) ist eine ehemalige australische Mittel- und Langstreckenläuferin.
Bei den Olympischen Spielen 1972 in München wurde sie Achte über 1500 m und schied über 800 m im Vorlauf aus.
1974 wurde sie bei den British Commonwealth Games in Christchurch Siebte über 1500 m.
Viermal wurde sie Australische Meisterin über 1500 m (1971–1974) und einmal über 3000 m.
Ihr Sohn Daniel McConnell ist als Radsportler erfolgreich.

## Persönliche Bestzeiten
- 800 m: 2:04,46 min, 31. August 1972, München
- 1500 m: 4:08,06 min, 4. September 1972, München
- 3000 m: 9:29,3 min, 16. Februar 1974, Melbourne